# Web Coverage Service
La interfaz estándar Web Coverage Service (WCS) o Servicio de Cobertura Web de Open Geospatial Consortium proporciona una interfaz que permite realizar peticiones de cobertura geográfica a través de la web utilizando llamadas independientes de la plataforma. Las coberturas son objetos (o imágenes) en un área geográfica mientras que la interfaz WMS o portales de mapas en línea como Google Maps devuelven solo una imagen, que los usuarios no pueden editar o analizar espacialmente.
El grupo OGC define y mantiene la especificación WCS. GeoServer sirve como implementación de referencia del estándar.

## Introducción
El servicio de cobertura web básico permite realizar consultas y obtener coberturas.
WCS describe las operaciones de descubrimiento, petición o transformación de datos. El cliente genera una petición y la envía a l servidor web utilizando el protocolo HTTP. El servidor web ejecuta la petición. La especificación WCS utiliza HTTP como plataforma de computación distribuida, aunque no es un requisito obligatorio.
Hay dos tipos de codificación definidas para las operaciones de WCS:
- XML (apto para HTTP POST/SOAP)
- Pares Clave-Valor (apto para HTTP GET/Remote procedure call)

En la clasificación de servicios web, WCS está categorizada como un servicio de tipo RPC no-tranquilo.

### Datos
Los datos pueden estar disponibles en varios formatos, como DTED, GeoTIFF, HDF-EOS, o NITFS.
Se soportan varios tipos de capas de datos:
- series de puntos, como ejemplos de localizaciones
- red regular de píxeles o puntos, que representan una foto
- conjunto de curvas segmentadas, a menudo utilizadas para rutas de carretera
- conjunto de polígonos de Thiessen utilizados para analizar los datos distribuidos espacialmente como medidas de precipitación
- red irregular triangulada (TIN), a menudo utilizada para modelos de terreno

Se pueden añadir rangos de información a las localizaciones, como la velocidad media del viento o rendimientos del cultivo.

### Software para soporte para WCS
La Compliance and Interoperability Test Engine (CITE) se utiliza para probar las implementaciones de referencia de las especificaciones OGC, incluido WCS. Lista de software que soporte WCS como cliente y/o servidor:
- GeoServer - servidor de implementación de referencia (servicio WCS)
- APOLLO - servidor y cliente[1]
- GDAL - cliente (lectura)[2]
- Geomatica Web Server Suite - cliente y servidor[3]
- GeoMedia - cliente (lee WCS) y servidor (GeoMedia WebMap)
- gvSIG - cliente (lee WCS)
- MapServer - servidor[4]
- ArcGIS Server - servidor y cliente[5]